# Геберик
Геберик (Geberic; * 340; † 350) е крал на тервингите (вестготите) през 4 век.

## Управление
Става крал през 340 г. след Ариарих. Завоюва през 340 г. територия от Визимар, краля на вандалите в Дакия. Убит е през 350 г.
След него Ерманарих от Амалите става крал.